# Florence Guillemin

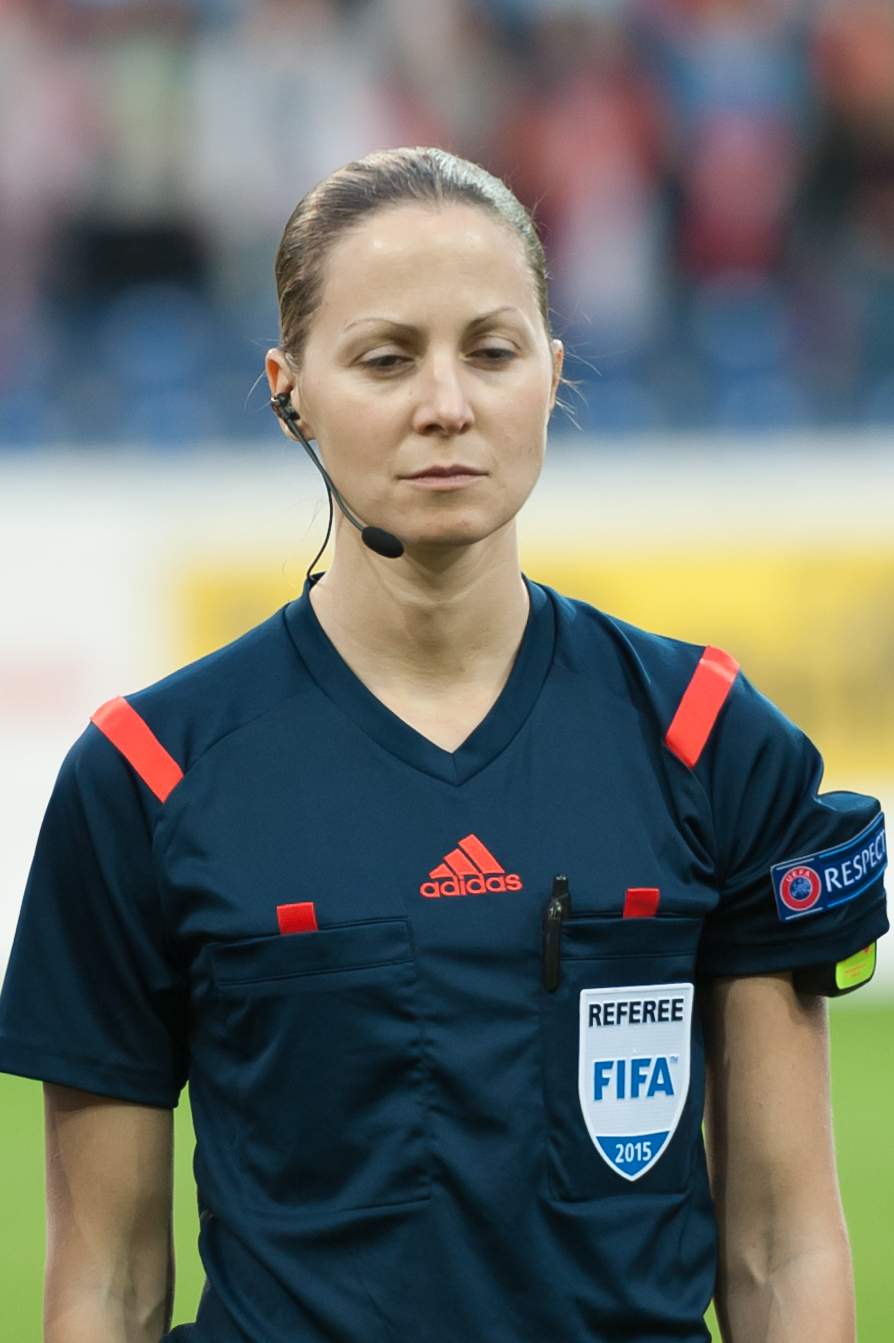
Florence Guillemin (2015)

Florence Guillemin (* 4. Dezember 1980 in Besançon) ist eine ehemalige französische Fußballschiedsrichterin.
Guillemin leitete seit ihrem Debüt am 6. Oktober 2002 über 100 Spiele in der Division 1 Féminine.
Von 2005 bis 2020 stand sie auf der Liste der FIFA-Schiedsrichter und leitete internationale Fußballpartien.
Am 18. April 2015 leitete Guillemin das Finale des Coupe de France féminine 2014/15 zwischen Olympique Lyon und dem HSC Montpellier (2:1). Drei Jahre darauf leitete sie am 31. Mai 2018 erneut das Finale des Coupe de France féminine 2017/18, diesmal zwischen Paris Saint-Germain FC und Olympique Lyon (1:0).
Am Ende der Jahres 2020 beendete sie ihre internationale Karriere. Alexandra Collin ersetzte sie als FIFA-Schiedsrichterin.